# Krizina Bojanc
Jožefa Bojanc, sestra Marija Krizina, slovenska redovnica, mučenka in blaženka, * 14. maj 1885, Zbure, † 15. december 1941, Goražde, Neodvisna država Hrvaška (danes Bosna in Hercegovina).
Njena starša sta bila Mihael in Marija, rojena Bizjak. Pri krstu sta ji dala ime Jožefa. Bila je druga izmed šestih otrok. Doma so imeli gostilno, dokler ni oče 1891 odšel v Ameriko, od koder se ni vrnil. Mati Marija je ostala sama s petimi otroki, šesti je bil na poti. Bila neobičajna ženska. Čeprav je bila njihova hiša oddaljena 4 kilometre od cerkve, je vsaki dan hodila k maši. V nedeljo so otroci šli k maši najprej dopoldne, potem pa še na večerno sveto mašo. Vse otroke je posvetila sveti Mariji.
Redovnice Hčera Božje ljubezni iz Sarajeva so hodile po tedanji državi zbirat darove, tudi v Župnijo Šmarjeta. Tu sta rodni sestri Jožefa in leto mlajša Angelina ob srečanju z njimi prejeli Božji klic. Jožefa je v družbo vstopila decembra 1921, tri leta kasneje pa še Angelina (sestra Alfonza). V noviciatu, v katerem je bila od julija 1922, je dobila ime sestra Marija Krizina. Tik pred večnimi zaobljubami 5. avgusta 1922 je bila premeščena v samostan v Pale. V naslednjih letih je služila v mnogih ustanovah družbe, predvsem na področju Tuzle. Aprila 1939 je bila na lastno prošnjo spet premeščena na Pale. Znana je bila kot nenavadno skromna, ponižna, preprosta in delavna redovnica. Vse sestre so jo občudovale zaradi marljivosti. Delala je od jutra do mraka in to na vrtu, v hlevu in v hiši. Delala je v soncu in v dežju, tako da je imel palski samostan vsega v izobilju. Na duhovnem področju je zelo spoštovala sveto Marijo.
Tekom druge svetovne vojne je samostan doživel uničujoč udarec. 11. decembra 1941 so četniki vlomili vanj, ga oplenili in odpeljali vseh pet sester, ki so takrat stanovale v njem, med njimi tudi Jožefo Krizino. Štiri dni kasneje so jih ob reki Drini pri Goraždu ubili. Po kraju smrti se imenujejo tudi Drinske mučenke. Postopek beatifikacije se je končal s slovesno razglasitvijo 24. septembra 2011 v Sarajevu.